# Ligue de hockey junior du Manitoba
La Ligue de hockey junior du Manitoba ou LHJM (Manitoba Junior Hockey League, MJHL) est une ligue de hockey sur glace junior dans le Manitoba au Canada. La ligue est une sous section de la Ligue canadienne de hockey junior et comprend 11 équipes jouant dans les deux conférences Addison et Sher-wood. Elle forme des joueurs de vingt ans ou moins. Elle a été fondée en 1919. Le vainqueur des playoffs de la MJHL remporte la Coupe Turnbull puis participe à la Coupe Anavet contre le vainqueur de la Ligue de hockey junior de la Saskatchewan.

## Équipes
| Division Addison             |                    |
| Équipe                       | Localisation       |
| Blades de Beauséjour         | Beauséjour         |
| Steelers de Selkirk          | Selkirk            |
| Flyers de Winkler            | Winkler            |
| Saints de Winnipeg           | Winnipeg           |
| South Blues de Winnipeg      | Winnipeg           |
| Division Sher-Wood           |                    |
| Équipe                       | Localisation       |
| Kings de Dauphin             | Dauphin            |
| Natives de Neepawa           | Neepawa            |
| Blizzard de l'OCN            | Le Pas             |
| Terriers de Portage          | Portage la Prairie |
| Stampeders de Swan Valley    | Swan River         |
| Wolverines de Waywayseecappo | Waywayseecappo     |

## Champions de la Coupe Turnbull
- 1919 : Young Men's Lutheran Club
- 1920 : Selkirk Hockey Club
- 1921 : Falcon Hockey Club
- 1922 : University of Manitoba
- 1923 : University of Manitoba
- 1924 : University of Manitoba
- 1925 : University of Manitoba
- 1926 : Winnipeg Tigers
- 1927 : Elmwood Millionaires
- 1928 : Elmwood Millionaires
- 1929 : Elmwood Millionaires
- 1930 : Elmwood Millionaires
- 1931 : Elmwood Millionaires
- 1932 : Winnipeg Monarchs
- 1933 : Brandon Native Sons
- 1934 : Kenora Thistles
- 1935 : Winnipeg Monarchs
- 1936 : Elmwood Millionaires
- 1937 : Winnipeg Monarchs
- 1938 : St. Boniface Seals
- 1939 : Brandon Elks
- 1940 : Kenora Thistles
- 1941 : Winnipeg Rangers
- 1942 : PortageTerriers
- 1943 : Winnipeg Rangers
- 1944 : St. James Canadians
- 1945 : Winnipeg Monarchs
- 1946 : Winnipeg Monarchs
- 1947 : Brandon Elks
- 1948 : Winnipeg Monarchs
- 1949 : Brandon Wheat Kings
- 1950 : Brandon Wheat Kings
- 1951 : Winnipeg Monarchs
- 1952 : Winnipeg Monarchs
- 1953 : St. Boniface Canadiens
- 1954 : St. Boniface Canadiens
- 1955 : Winnipeg Monarchs
- 1956 : St. Boniface Canadiens
- 1957 : Winnipeg Monarchs
- 1958 : St. Boniface Canadiens
- 1959 : Braves de Winnipeg
- 1960 : Brandon Wheat Kings
- 1961 : Winnipeg Rangers
- 1962 : Brandon Wheat Kings
- 1963 : Brandon Wheat Kings
- 1964 : Brandon Wheat Kings
- 1965 : Winnipeg Braves
- 1966 : Winnipeg Rangers
- 1967 : Flin Flon Bombers
- 1968 : St. James Canadians
- 1969 : Dauphin Kings
- 1970 : Dauphin Kings
- 1971 : St. Boniface Saints
- 1972 : Dauphin Kings
- 1973 : Portage Terriers
- 1974 : Selkirk Steelers
- 1975 : Selkirk Steelers
- 1976 : Selkirk Steelers
- 1977 : Dauphin Kings
- 1978 : Kildonan North Stars
- 1979 : Selkirk Steelers
- 1980 : Selkirk Steelers
- 1981 : St. Boniface Saints
- 1982 : Winnipeg South Blues
- 1983 : Dauphin Kings
- 1984 : Selkirk Steelers
- 1985 : Selkirk Steelers
- 1986 : Winnipeg South Blues
- 1987 : Selkirk Steelers
- 1988 : Winnipeg South Blues
- 1989 : Winnipeg South Blues
- 1990 : Portage Terriers
- 1991 : Winkler Flyers
- 1992 : Winkler Flyers
- 1993 : Dauphin Kings
- 1994 : St. Boniface Saints
- 1995 : Winnipeg South Blues
- 1996 : St. James Canadians
- 1997 : St. James Canadians
- 1998 : Winkler Flyers
- 1999 : OCN Blizzard
- 2000 : OCN Blizzard
- 2001 : OCN Blizzard
- 2002 : OCN Blizzard
- 2003 : OCN Blizzard
- 2004 : Selkirk Steelers
- 2005 : Terriers de Portage
- 2006 : Winnipeg South Blues
- 2007 : Steelers de Selkirk
- 2008 : Terriers de Portage
- 2009 : Terriers de Portage
- 2010 : Kings de Dauphin
- 2011 : Terriers de Portage
- 2012 : Terriers de Portage
- 2013 : Pistons de Steinbach
- 2014 : Winnipeg South Blues
- 2015 : Terriers de Portage
- 2016 : Terriers de Portage
- 2017 : Terriers de Portage
- 2018 : Pistons de Steinbach

## Anciennes Équipes
- Wheat Kings de Brandon
- Royals de Fort Frances
- Thistles de Kenora
- Saints de Winnipeg
- Canadians de Saint-James
- Hornets de Thunder Bay
- North Stars de Kildonan